# Øyvind Eide
Øyvind Eide (7 dicembre 1981) è un allenatore di calcio norvegese.

## Carriera

### Allenatore
Eide è diventato allenatore del Kongsvinger a partire dal 7 maggio 2008 ed ha ricoperto questo incarico fino al 2 settembre dello stesso anno. Il 29 novembre 2011, il presidente della divisione femminile dello Stabæk, Richard Jansen, ha annunciato d'aver trovato un accordo con Eide, per farlo diventare nuovo allenatore della squadra: il tecnico si è legato al club con un contratto triennale. Ha vinto la Coppa di Norvegia 2012 e la Toppserien 2013, nei primi due anni al club.
Il 10 ottobre 2016 è stato reso noto che Eide avrebbe lasciato lo Stabæk al termine del campionato 2016.

## Palmarès

### Allenatore

#### Competizioni nazionali
- Campionato norvegese: 1

Stabæk: 2013
- Coppa di Norvegia: 1

Stabæk: 2013